# Santa Helena (Paraná)
Santa Helena é um município brasileiro do estado do Paraná. Santa Helena esta a uma altitude de 258 metros e fica no centro da Costa Oeste do Paraná, às margens do lago de Itaipu. Na formação deste lago, a cidade teve tomado um terço de seu território. Foi nesta ocasião que passou a ser conhecida como Terra das Águas.
Sua população, conforme estimativas do IBGE de 2021, era de 27 036 habitantes.

## História

### Período Pré-Colonial
A região sudoeste do estado do Paraná começou a ser ocupada por grupos de caçadores-coletores a alguns milênios atrás. Segundo datação por carbono 14 obtida no sítio Ouro Verde I, localizado no município de Boa Esperança do Iguaçu, os mais antigos indícios da presença ameríndia na região correspondem a 9040 +- 400 anos Antes do Presente. Esses primeiros habitantes da área compreendida pelos rios Paraná e Iguaçu provavelmente viviam em um clima mais seco e frio do que o atual, quando uma vegetação típica de campos se sobrepunha às florestas subtropicais de períodos mais recentes. Produziam diversos tipos de ferramentas de pedra, tais como raspadores, percutores e pontas de projétil geralmente associados à Tradição Umbu. Quando o clima se tornou mais quente e os ambientes de floresta tornaram-se mais comuns em todo o atual oeste do Paraná, novas ferramentas foram produzidas pelos grupos que habitavam essa região, sendo estas tradicionalmente atribuídas à Tradição Humaitá. Apesar desses primeiros habitantes da região certamente produzirem artefatos em ossos de animais, couro, fibras vegetais e madeira, a rápida decomposição desses materiais faz com que raramente sejam encontrados em sítios arqueológicos.
Em Santa Helena, vestígios dessas primeiras ocupações humanas no vale do rio Paraná foram encontrados em pelo menos 9 sítios arqueológicos. São eles: Brejo Seco, Córrego Caminho Verde 1, Córrego Caminho Verde 2, Córrego Caminho Verde 3, Córrego Lajeado 2, São Francisco Falso 3, São Francisco Falso 4, São Francisco Falso 5 e Corredeira.
Entre 4.000 e 2.500 anos atrás, teve início a migração de grupos indígenas ceramistas para o atual sudoeste do Paraná. Vindos do Planalto Central, esses ancestrais dos povos Kaingang e Xokleng gradualmente assimilaram (ou expulsaram) as populações que habitavam a região, introduzindo a cerâmica e o cultivo do milho e da mandioca. As aldeias eram normalmente compostas por casas subterrâneas, estruturas provavelmente construídas para enfrentar o clima frio dos vales e campos do Brasil Meridional, além de montículos feitos em terra para sepultamento dos mortos. Também é atribuído à essas populações o manejo de diversas espécies de palmeiras e pinheiros, incluindo a araucária, sendo o pinhão um alimento importante na dieta dessas populações. Em Santa Helena, remanescentes materiais relacionados a esses grupos foram identificados nos sítios Córrego Lageado 1, Rio São Vicente Chico e Santa Helena.
Pelo vale do Paraná e seus afluentes também se expandiram os ancestrais dos atuais Guarani e demais povos falantes do tronco linguístico tupi-guarani, deixando diversos vestígios de sua presença no que posteriormente veio a ser o município de Santa Helena. Ocorrida a cerca de 2.000 anos atrás, a migração desses grupos sobre territórios até então ocupados por povos Jê certamente ocasionou diversos conflitos. Em Santa Helena, pelo menos 18 sítios arqueológicos contam com artefatos associados à Tradição Tupiguarani, o que sugere que a região foi intensamente habitada por Guaranis e outros grupos indígenas aparentados.Por sua vez, as datações radiocarbônicas obtidas nos sítios Lagoa Seca (1625 +- 60 AP), São Francisco Falso 1 (700 +- 55 AP) e Cafezal 2 (590 +- 55 AP), todos localizados em Santa Helena, confirmam a presença dessas populações nessa parte do vale do rio Paraná até praticamente a chegada dos europeus na América do Sul.

### Colonização Europeia (séculos XVI-XIX)
As fontes escritas produzidas pelos espanhóis ao longo dos séculos XVI e XVII, período em que estes ocuparam o norte e oeste do Paraná, de fato atestam a presença considerável de ameríndios relacionados aos grupos Jê e Tupi-Guarani. É o caso da expedição de Álvar Núñez Cabeza de Vaca, que atravessou boa parte desse território ainda na primeira metade do século XVI. Segundo o relato produzido por esse explorador castelhano, toda a área próxima a foz do rio Iguaçu era ocupada por aldeias Guaranis, os quais provavelmente já tinham tido algum contato com expedições portuguesas entre as décadas de 1520 e 1530. Dentre as diversas populações chamadas genericamente de Guaranis pelos colonizadores, há relatos da presença de grupos como os Mimos, Chiques, Cheripas e Chiringuanás na região do atual município de Santa Helena.
A partir da segunda metade do século XVI, contudo, o contato crescente com colonizadores portugueses e espanhóis acabou por desestruturar as sociedades indígenas que habitavam as margens do rio Paraná. Doenças como gripe e varíola, até então inexistentes no continente americano, assim como as guerras e expedições militares europeias com o objetivo de conquistar territórios e capturar indígenas, diminuíram drasticamente as populações Guaranis. Segundo consta, um dos resultados desse processo foi a reocupação de parte desses territórios por populações Kaingang e Xokleng a partir do século XVII, já que o sudoeste paranaense não foi ocupado de forma permanente pelas Coroas de Portugal e Espanha durante todo o período colonial.
No século XIX, por sua vez, há registro da presença esparsa de argentinos e paraguaios na margem oeste do rio Paraná, quase sempre envolvidos com a extração de madeira e erva-mate. Além disso, embora não existissem centros urbanos, pequenos sítios e ranchos eram habitados por famílias de origem mestiça, fruto da interação de séculos entre europeus e ameríndios no sudoeste do Paraná. Esses ranchos frequentemente se localizavam nas proximidades de caminhos e rios utilizados no escoamento da madeira e erva-mate, sendo voltados tanto para a agricultura de subsistência quanto para eventuais trocas e vendas com viajantes. Vestígios dessa discreta ocupação das terras entre os rios Paraná e Iguaçu foram identificados no sítio Uru, em Santa Helena, na forma de cerâmicas que uniam técnicas de produção indígena e europeia.

### Fundação de Santa Helena (séculos XIX-XX)
Assim, a partir de meados do século XIX, a colonização do sul e oeste do Paraná foi baseada na exploração da madeira e da erva-mate. Esse trabalho era realizado principalmente por estrangeiros oriundos da Argentina e Paraguai, denominados de peão ou mensus, termo que remete a forma como era realizado o pagamento (mensal) por seu trabalho. Essa forma de exploração era chamada de "obrages" . Apoiando-se na ausência virtual de controles fronteiriços e de núcleos habitacionais significativos, as “obrages” eram baseadas numa intensa exploração desses trabalhadores. Dentre os vários empresários donos de “obrages”, ganhou destaque a figura de Domingos Barthe, imigrante francês radicado na Argentina desde a década de 1860.
Segundo consta, no atual município de Santa Helena se localizava a sede dos empreendimentos de Barthe em terras brasileiras, sendo nomeada justamente “Central Barthe”. Conectada por caminhos e trilhas aos diversos pontos de exploração madeireira e ervateira, a Central Barthe também operava portos na margem esquerda do rio Paraná, a partir dos quais eram exportadas as cargas. Fundado em 1858, esse porto teria sido batizado de Santa Helena devido à devoção de Domingos Barthe por essa santa. O contexto econômico aproveitado pelos donos de “obrages” só passaria por alterações significativas a partir da criação de colônias militares brasileiras às margens do rio Paraná e Iguaçu, durante os últimos anos do século XIX e primeiras décadas do XX. De acordo com algumas fontes, o porto e a “Central Barthes” se mantiveram em funcionamento até a década de 1930.
Com o declínio progressivo da exploração da erva-mate ao longo da primeira metade do século XX, diversos problemas econômicos se abateram sobre as “obrages” enquanto modelo de negócio. Para além desses problemas econômicos e administrativos das “obrages”, a desestruturação das operações da empresa de Domingos Barthe também foi impulsionada pela passagem da Coluna Prestes pelo oeste paranaense, entre os anos de 1924 e 1925. Um dos episódios que simbolizam a tensão entre os tenentistas e os capatazes e administradores de “obrages” foi a destruição de uma ponte, localizada sobre o rio São Francisco Falso, a qual havia sido construída pela empresa de Domingos Barthe.
A chegada de colonos gaúchos e catarinenses à região também dataria da década de 1920, constituindo um núcleo pequeno denominado Santa Helena Velha, nas proximidades do rio Paraná. Em geral, se dedicavam a uma agricultura de baixa intensidade, voltada predominantemente para a subsistência, embora também atuassem na exploração eventual de madeira e erva-mate, tendo em vista a rentabilidade que essas atividades ainda geravam. De acordo com algumas fontes, esses colonos chegavam principalmente através das Colonizadoras Alegretti e Meyer, Annes & Cia. Essas empresas colonizadoras recebiam incentivos do governo para trazer famílias que viessem morar na região. Os principais atrativos para esses colonos eram as terras férteis e de baixo preço existentes e a oportunidade de aumentar seus rendimentos. Em sua maioria eram descendentes de italianos, alemães e poloneses, e, de início, se estabeleceram em pequenas propriedades. Em Santa Helena Velha há um memorial a esses pioneiros, a maioria pertencentes às seguintes famílias: Ferri, Prati, Gallo, Furlanetto, Tafarell, Thomé, Bertoncini, Fantinel, Bortolini, Noro, Cristófoli, Basso, Federizzi, Galeano, Paredes, Nadai, Nichetti, Fochezatto, Martinez, Agostini, Cattani, Chielli, Zanetti, Coppini, Colombelli, Pedretti e Castelli.
Algumas décadas mais tarde, já nos anos 1950, a empresa Imobiliária Agrícola Madalozzo Ltda. adquiriu parte das terras que outrora pertenceram a Domingos Barthe, parte de um processo mais amplo de colonização ocorrido em todo o Oeste e Norte do Paraná nesse período. Contudo, a empresa não conseguiu convencer os moradores de Santa Helena Velha a venderem suas terras, o que a obrigou a constituir o núcleo urbano em área cerca de 11 quilômetros para norte.
Em virtude do estabelecimento do núcleo urbano, Santa Helena cresceu de forma rápida já em sua primeira década de existência, sendo posteriormente transformada em distrito do município de Medianeira. Em 1967, por força da Lei Estadual n° 5.497 de 3 de fevereiro daquele ano, Santa Helena foi emancipada, abarcando terras antes pertencentes tanto ao já citado município de Medianeira quanto Marechal Cândido Rondon. O primeiro prefeito do novo município foi Arnaldo Weisseimer, sendo Paulo Sinval Prates o primeiro presidente da Câmara de Vereadores.

## Turismo
Por se localizar às margens do Lago de Itaipu, Santa Helena conta com um grande potencial turístico, que juntamente com a agricultura e a atividade industrial compõe o PIB da cidade. Durante a temporada de verão a cidade recebe aproximadamente 10 mil pessoas, grande parte proveniente dos países vizinhos Argentina e Paraguai. Os principais pontos turísticos de Santa Helena são:

### Lago de Itaipu
Lago artificial que surgiu pelo represamento das águas do Rio Paraná quando da construção da Itaipu Binacional, em 1982. É um dos maiores lagos do mundo[carece de fontes?], com 29 milhões de metros cúbicos e 20 km de extensão em linha reta. Abriga diversas espécies em extinção e, na água, peixes nativos criados para compensar o desequilíbrio causado pela formação do lago. Possui diversas praias em suas margens e é palco de diversas competições e esportes náuticos.

### Base Náutica
Com 1987mª de área construída, possui marina, deque, garagens de barcos, área para realização de eventos. A estrutura foi construída em 1997 para os Jogos Mundiais da Natureza, em um espaço de 116 hectares de área verde às margens do lago de Itaipu. No farol de 25 metros de altura, se tem uma visão de toda a cidade e parte do lago de Itaipu.

### Morro dos Sete Pecados
É o segundo ponto mais alto do município, de onde se pode observar a paisagem do Lago Itaipu e de seu entorno. Um ponto natural de observação.

### Refúgio Biológico de Santa Helena
Um istmo, com área total de 142,1km², é uma unidade de conservação ambiental, que existia exemplares representativos da flora. A reserva foi oficialmente criada pela Itaipu Binacional no ano de 1984, com o objetivo principal de resgatar a fauna, por ocasião da formação do reservatório do lago de Itaipu e proteger. Propicia os estudos e pesquisas dos componentes naturais da região. O refúgio foi reflorestado pela Itaipu em 1981 tendo sido cultivadas 46 espécies, sendo 27 nativas. Ainda possui plantas distintas das matas nativas da região. A reserva abriga uma abundância de espécies da flora e fauna, inclusive espécies em risco de extinção. As estruturas existentes no espaço são as trilhas interpretativas com identificação de algumas plantas utilizadas para educação ambiental e recreação, e uma torre com 42 metros de altura, para observação do parque, de acesso restrito.

### Balneário de Santa Helena
Área de lazer localizado às margens do Lago Itaipu, com 86 hectares , arborizada e bem cuidada. O espaço tem uma excelente infraestrutura de quiosques, churrasqueiras, tobogã, quadras poli esportivas, local para acampamento com barracas e trailer, lanchonetes, sanitários, galpões para realização de eventos (festas, exposições, festivais, entre outros) e área para estacionamento. É possível também praticar esportes náuticos, pesca esportiva e caminhadas no calçadão a beira da praia fluvial com 950 metros de orla. Todo o espaço interno encontra-se identificado com sinalização de uso turístico.

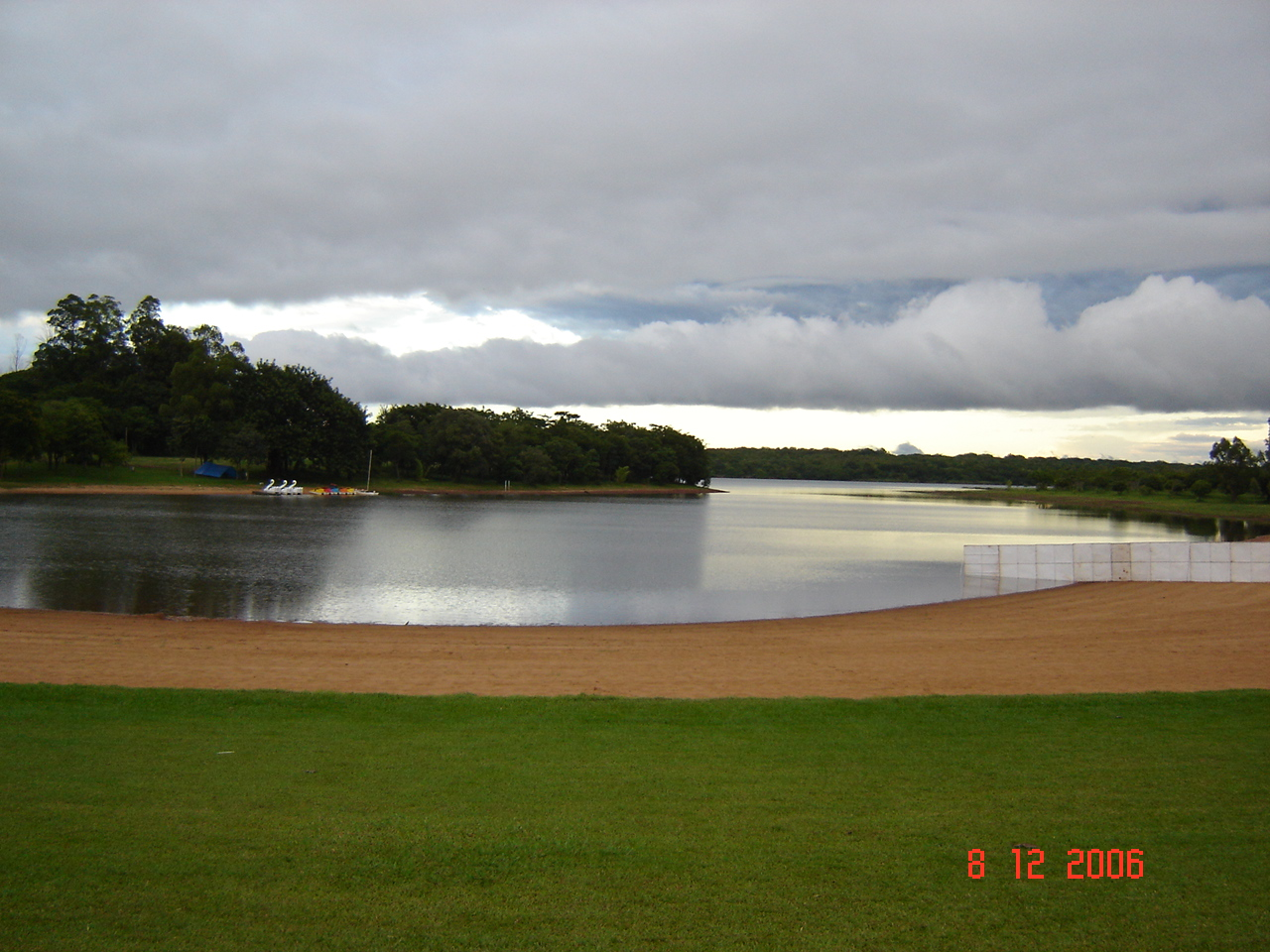
Praia Nova

### Pesca Esportiva
Em Santa Helena, existem Curvinas e o Tucunaré, além de outras espécies típicas para pescaria esportiva.

### Memorial Coluna Prestes
Na passagem da Coluna Prestes pela cidade, em 1925, uma ponte foi queimada para impedir a passagem das tropas legalistas. A ponte foi construída em 1900 e suas ruínas continuam lá, como patrimônio histórico do município, conhecido como “Ruínas da Ponte Queimada”. Próximo à ponte um monumento homenageia as tropas de Luís Carlos Prestes, considerado o “cavaleiro da esperança”. A escultura foi projetada em 1996 por Oscar Niemeyer.

### Cristo Esplendor
Um monumento religioso contempla a grande religiosidade da comunidade de Santa Helena. A estátua de Jesus Cristo foi iniciada em 1999, no mandato do prefeito Silom Schimt, com previsão para ser inaugurada no ano de 2000 pois Santa Helena completaria 33 anos, a idade de Cristo; mas devido a inúmeros atrasos de ordem de planejamento, sua inauguração foi em 31 de dezembro de 2004, no último dia de mandato do então prefeito.  O local possui capela para as orações e uma réplica de 1 metro de altura no seu interior. A estátua tem 12 metros de altura. É a maior estátua de bronze da América Latina[carece de fontes?]. Conta com rampa, para auxiliar a subida dos visitantes e fiéis.

## Infraestrutura

### Educação

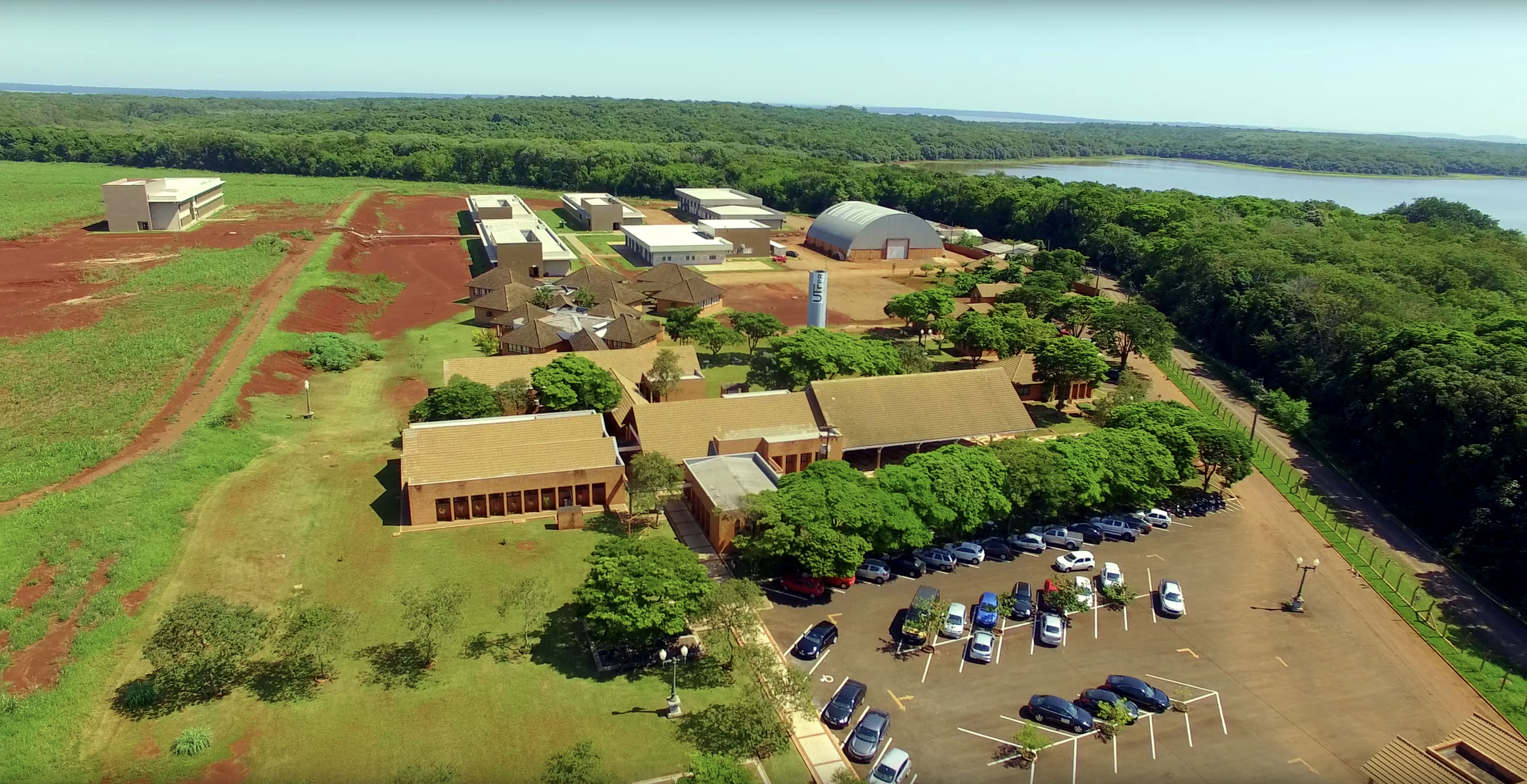
UTFPR

O município conta com um campus da Universidade Tecnológica Federal do Paraná UTFPR , com estudantes de diversos municípios e estados frequentando os cursos de graduação e mestrado, ofertados no campus. 